# La Barceloneta (La Vansa Fornols)
La Barceloneta es una entidad de población española del municipio de La Vansa Fornols, perteneciente a la provincia de Lérida, en la comunidad autónoma de Cataluña. En 2022, tenía empadronados seis habitantes.